# Acacia chapmanii
Acacia chapmanii é uma espécie de leguminosa do gênero Acacia, pertencente à família Fabaceae.